# Бабанов, Иван Дмитриевич
Иван Дмитриевич Бабанов (4 (17) января 1911, г. Иваново — 4 января 1972, г. Иваново) — советский лётчик-бомбардировщик морской авиации в годы Великой Отечественной войны, Герой Советского Союза (5.11.1944). Гвардии старший лейтенант (1.11.1944).

## Биография
Родился 4 (17) января 1911 года в городе Иваново-Вознесенск (ныне Иваново) в семье рабочего. Русский. Окончил неполную среднюю школу, Ивановскую совпартшколу.
В 1933—1935 годах проходил действительную службу в Красной Армии. В 1934 году Иван Бабанов окончил Объединённую Военную школу имени ВЦИК (ныне Московское высшее общевойсковое командное училище). Около года служил командиром взвода Объединённой военной школы РККА имени ВЦИК. После этого работал в системе НКВД СССР, затем бригадиром по ремонту ткацких станков на Ивановском меланжевом комбинате. Член ВКП(б) с 1932 года.
С началом Великой Отечественной войны летом 1941 года вновь призван на военную службу и направлен на Красный флот, в морскую авиацию. Окончил курсы стрелков-бомбардиров авиации Военно-Морского Флота, служил в 1-м и в 3-м запасных авиационных полках ВВС ВМФ.
На фронте с августа 1943 года, воевал в составе 1-го гвардейского минно-торпедного авиационного полка ВВС Балтийского флота. Летал на самолётах У-2, Р-5, СБ, ДБ-4, А-20 «Бостон». Первый боевые вылеты совершил на постановку минных заграждений, а боевой счет открыл в ночь на 27 апреля 1944 года, потопив немецкий танкер.
Штурман звена 1-го гвардейского минно-торпедного авиационного полка (8-я минно-торпедная авиационная дивизия ВВС ВМФ, ВВС Балтийского флота) гвардии лейтенант Бабанов к сентябрю 1944 года совершил 68 боевых вылетов, участвовал в потоплении 6 транспортов, танкера и сторожевого корабля противника. Всегда точно выводил торпедоносец к цели и метко сбрасывал торпеды. Так 13 августа в двух вылетах экипаж пилота М. Ф. Шишкова и штурмана Бабанова потопил сначала сторожевой корабль, а затем крупный транспорт. Вскоре, в одном из вылетов, в штурманской кабине Бабанова разорвался зенитный снаряд. Пилот смог посадить поврежденную машину на соседнем аэродроме. В госпитале у него насчитали 16 ран. Там же в госпитале он и узнал о высокой награде.
Указом Президиума Верховного Совета СССР от 5 ноября 1944 года за образцовое выполнение боевых заданий командования на фронте борьбы с немецкими захватчиками и проявленные при этом отвагу и геройство гвардии лейтенанту Бабанову Ивану Дмитриевичу присвоено звание Героя Советского Союза с вручением ордена Ленина и медали «Золотая Звезда» (№ 4335). Этим же указом звания Героя было присвоено и его командиру М. Ф. Шишкову.
С ноября 1944 года вновь служил в своём «родном» полку на должности начальника минно-торпедной службы, но к боевым вылетам по состоянию здоровья допущен не был. С января 1946 года — адъютант эскадрильи в 14-м гвардейском истребительном авиационном полку ВВС КБФ. В июле 1946 года старший лейтенант И. Д. Бабанов уволен в запас.
Вернулся в родной город. Работал помощником мастера на меланжевом комбинате в Иваново.
Скончался 4 января 1972 года. Похоронен на кладбище Балино города Иванова.

## Награды
- Герой Советского Союза (5.11.1944)
- Орден Ленина (5.11.1944)
- Три ордена Красного Знамени (20.05.1944, 18.07.1944, 13.10.1944)
- Ряд медалей СССР

## Память
- г. Иваново, кладбище Балино, памятник на могиле Архивная копия от 23 сентября 2010 на Wayback Machine